# Robert Kühner
Robert Kühner (París, 15 de marzo de 1903—Lyon, 28 de febrero de 1996) fue un micólogo francés y profesor de ciencias naturales, botánica, microbiología y micología. Su trabajo en el campo de la micología y más concretamente sobre Agaricales se considera un referente.
Desde la juventud ya mostraba un gran interés por la entomología, la botánica y la micología, y pintaba en acuarela sus hallazgos, especialmente flores alpinas y setas «indeterminable». Su libro de referencia era Ricken. Más tarde, su vocación por la micología se confirmó a través del contacto con eminentes especialistas como Maublanc, Patouillard, Malençon y otros, aprendiendo sobre el terreno durante salidas organizadas por la Sociedad Micológica de Francia.

## Educación
Después de estudiar en la Sorbona (tesis de 1926), aprobó el concurso para profesorado en 1931 y se convirtió en profesor de ciencias naturales en el liceo de Lille en 1931-1932 y después estuvo un año en la facultad de Argel (1933). Fue Asistente de botánica en la Facultad de Ciencias de París en 1933. En 1938, profesor de botánica en la Facultad de Ciencias de Lyon y posteriormente, en 1946, profesor titular.
En 1959, fue nombrado profesor titular de microbiología y micología y desde 1962, profesor titular de botánica, creó el laboratorio de micología asociado al CNRS. Se retiró en 1973.

## Micólogo profesional
A partir de 1922, acumuló descripciones de todas sus cosechas siguiendo el modelo de Narcisse Patouillard, con quien preparó su tesis en la Sorbona bajo la dirección del profesor Dangeard. René Maire influyó en su gusto por el detalle; mencionaba las características microscópicas de las estructuras (revestimientos, trama de las láminas) reveladas por Fayod en 1889, pero poco explotadas desde entonces. De esta forma adquirió las técnicas histológicas para el estudio del himenio, basidios y esporas que le permitieron realizar importantes descubrimientos en sus reflexiones como sistematizador.
En 1933 se doctoró y se dedicó a su pasión por la micología durante sus encuentros con Henri Romagnesi (1912-1999). Publicó voluminosas monografías sobre los géneros Galera en 1935 y Mycena en 1938.

## Obras principales
Su investigación se centró en los siguientes temas:
- Órdenes Agaricales y Boletales en varias orientaciones:
- Ecología alpina (hasta Laponia ).
- Anatomía y ontogénesis del Basidiocarpo.
- Microtopografía del contenido celular y pigmentación intercelular.
- Pared de las basidiosporas; Comportamiento nuclear de la espora en relación al micelio resultante de su germinación.
- Comportamientos nucleares del basidio respecto a las esporas que transporta. Anomalías del comportamiento nuclear.

Es coautor junto con Henri Romagnesi de Flora analítica de los hongos superiores .

## Especies dedicadas a Kühner
- Collybia kuehneriana Singer, 1961. Persona, 2(1), pág. 24 = Gymnopus erythropus (Persoon) Antonín, Halling & Noordeloos (1997), Mycotaxon, 63, p. 364 (nombre actual).
- Conocybe kuehneriana Cantante. Agaricales, Bolbitiaceae. Conservación de la naturaleza.
- Cortinarius kuehneri MM Moser, 1974, pág. 288. Boletín mensual de la Sociedad Linneana de Lyon, 43: 288. Agaricales, Cortinariaceae.
- Entoloma kuehnerianum Noordeloos, 1985 = Nolanea kuehneriana (Noordeloos) P. D. Orton. Persona, 12(4), pág. 461 (Basiónimo) (nombre actual). Agaricales. Entolomatáceas.
- Hebeloma kuehneri Bruchet, 1970. Boletín mensual de la Sociedad Linneana de Lyon, 39, suppl. 6, pág. 21. (Basiónimo) (nombre actual).
- Hebelomatis kuehneri (Bruchet) Locquin (1979) [1977], Flora micológica. Flora micológica, Vol. III-IV Cortinariales -A, pág. 146. Agaricales, Hymenogasteraceae.
- Inocybe kuehneriana Locquin. Agaricales, Inocybaceae.
- Melanoleuca kuehneri Bon, 1988. Documentos Micológicos, 18(72), p. 64 (Basiónimo). = Melanoleuca exscissa ss. Kühner (1956), Boletín mensual de la Sociedad Linneana de Lyon, 25, pág. 176. Agaricales, Tricholomataceae.
- Hebeloma kuehnerianum, basiónimo
- Lactarius kuehneri Josserand = Lactarius alpinus Peck, 1875, Informe anual del Museo de Historia Natural del Estado de Nueva York, 27: 96.
- Lepiota kuehneri Huijsman ex Hora, 1960. Agaricales, Agaricaceae.
- Lepiota kuehneriana Locquin, 1956. Frisia, 5: 296. Agaricales, Agaricaeae.
- Mycena kuehneriana A. H. Pequeño. , 1947. Lucro. Conferencia. nacional. Temporada Solului: 190. Agaricales, Mycenaceae. Bancos de datos de artes.
- Omphalina kuehner i Lamoure, 1974, p. 162. (Basiónimo). Agaricales, Tricholomataceae.